# Boris Repschinski
Boris Repschinski SJ (* 1962 in Rheine) ist ein römisch-katholischer Theologe.

## Leben
Er trat 1981 dem Jesuitenorden bei. Er studierte Philosophie in München und Theologie in Nairobi und Cambridge. Nach der Promotion 1998 an der Loyola University Chicago und der Habilitation 2008 an der Universität Innsbruck ist er am dortigen Institut für Bibelwissenschaften und Historische Theologie Universitätsprofessor.
Ab 2007 war er Schriftleiter der Zeitschrift für katholische Theologie. Zusammen mit Józef Niewiadomski gibt er die Innsbrucker Theologischen Studien heraus.

## Schriften (Auswahl)
- The controversy stories in the Gospel of Matthew. Their redaction, form und relevance for the relationship between the Matthean community and formative Judaism. Vandenhoeck und Ruprecht, Göttingen 2000. ISBN 3-525-53873-1.
- Nicht aufzulösen, sondern zu erfüllen. Das jüdische Gesetz in den synoptischen Jesuserzählungen. Echter Verlag, Würzburg 2009, ISBN 978-3-429-03151-0.
- Vier Bilder von Jesus – die Evangelien alt, doch aktuell. Echter Verlag, Würzburg 2016, ISBN 978-3-429-03967-7.